# NGC 5925
NGC 5925 (również OCL 938 lub ESO 177-SC6) – gromada otwarta znajdująca się w gwiazdozbiorze Węgielnicy. Odkrył ją James Dunlop 28 lipca 1826 roku. Jest położona w odległości ok. 3,8 tys. lat świetlnych od Słońca.